# Бидийя
Бидийя — один из чадских языков. Распространён в Чаде (регион Гера, департамент Гера, субпрефектура Монго); 14 тыс. носителей по данным 1981 года.
Письменность бидийя базируется на латинской основе:A a, B b, Ɓ ɓ, C c, D d, Ɗ ɗ, E e, G g, H h, I i, J j, K k, L l, M m, N n, N̰ n̰, Ŋ ŋ, O o, P p, R r, S s, T t, U u, W w, Y y, Ƴ ƴ, Z z.